# 彦州駅
彦州駅（オンジュえき）は、大韓民国ソウル特別市江南区論峴洞にあるソウル地下鉄9号線の駅。駅番号は (926) 。

## 駅構造
相対式2面2線の地下駅で、ホームドア設置駅。

### のりば
※案内上ののりば番号は設定されていない。
| 新論峴↑ |
| \| 上   |
| ↓宣靖陵 |

| 上り | ● 9号線 | 新論峴・汝矣島・開花方面       |
| 下り | ● 9号線 | 宣靖陵・奉恩寺・総合運動場方面 |

## 駅周辺
- 江南車病院
- 中小企業銀行彦州駅支店
- KEBハナ銀行彦州駅支店
- KEBハナ銀行論峴南支店
- ウリィ銀行彦州駅支店
- 三井ホテル

## 歴史
- 2015年3月28日 - 開業。

## 画廊

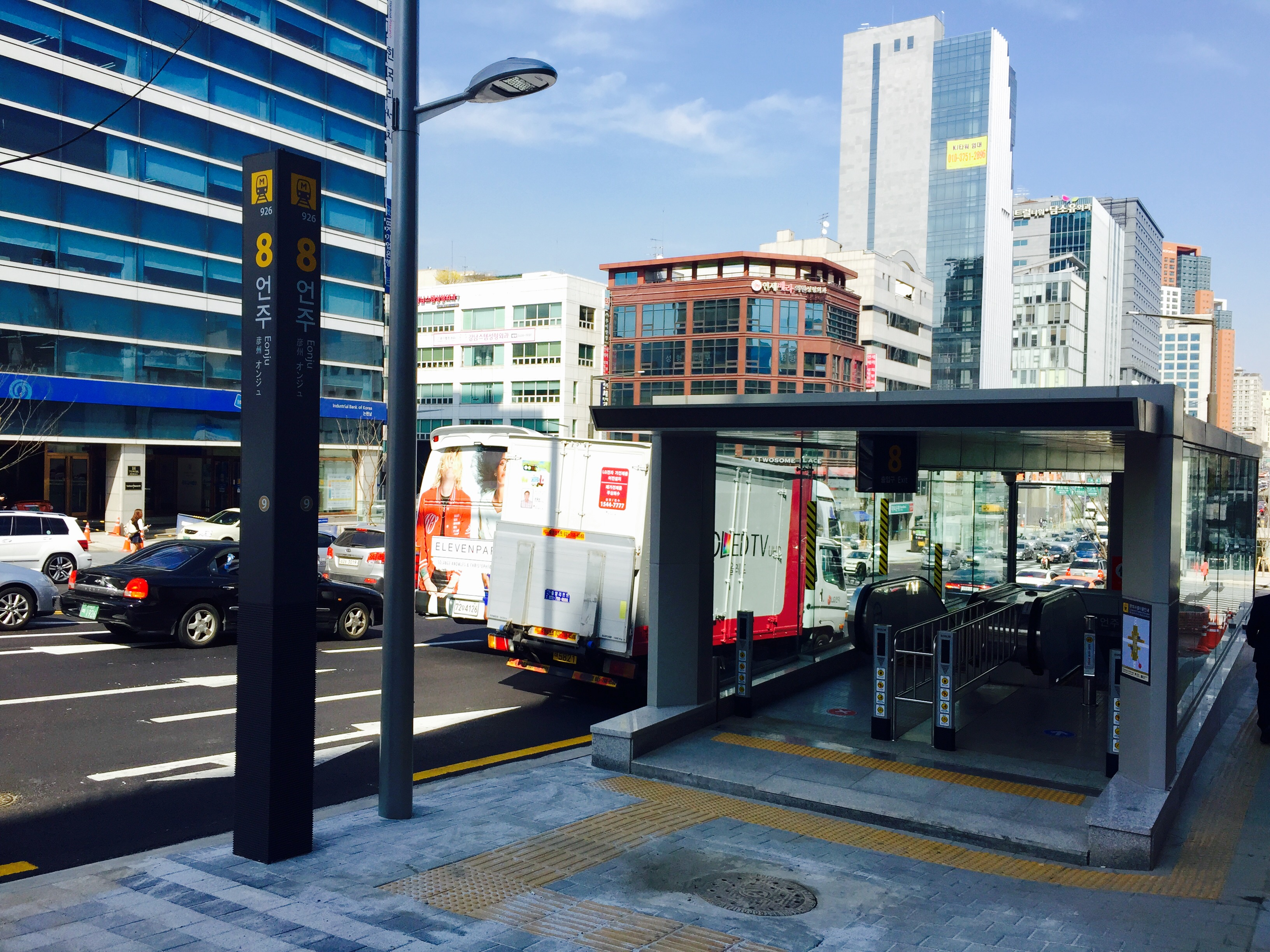
8番出入口（2015年3月28日）
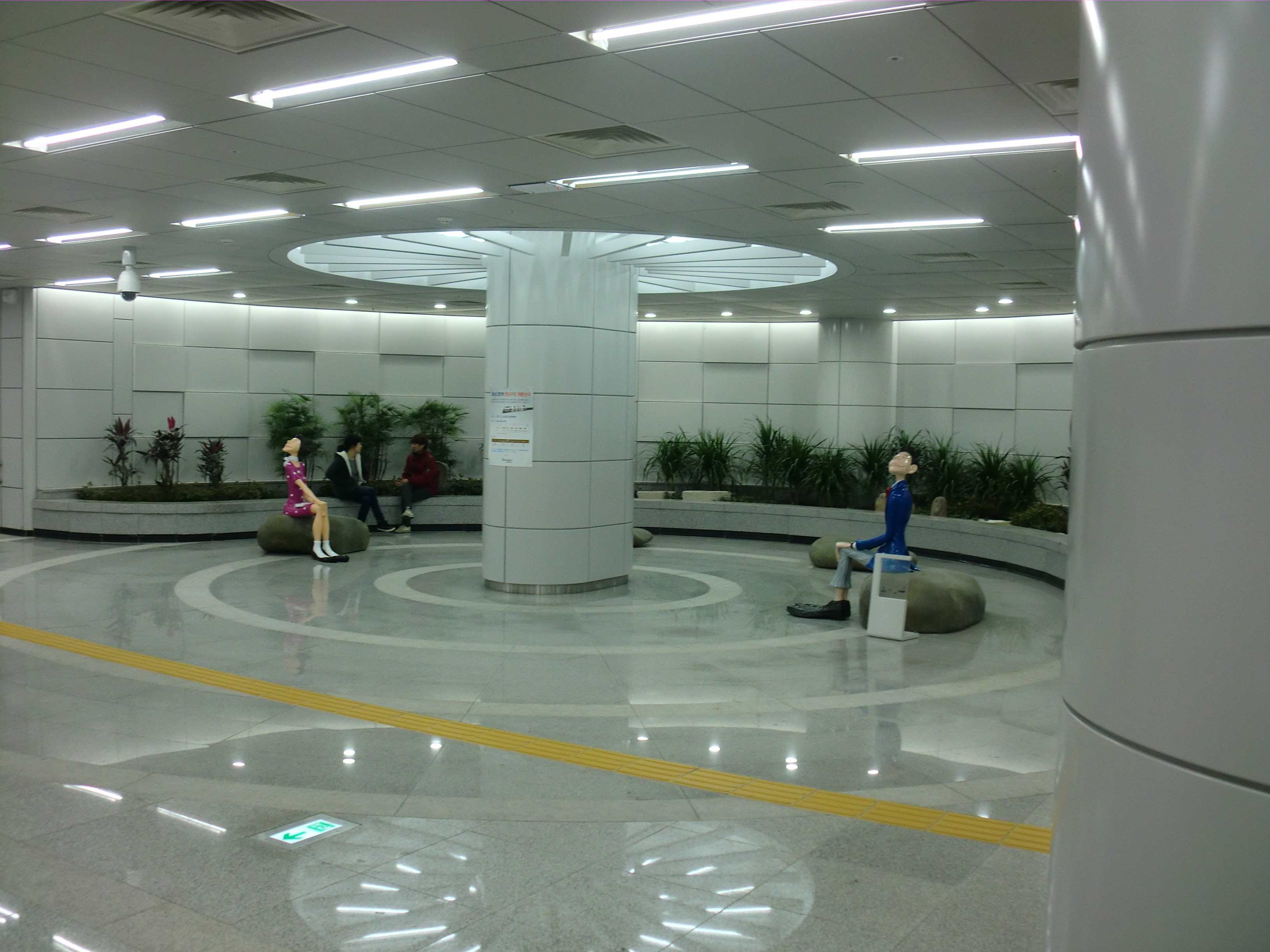
待合室（2015年3月29日）
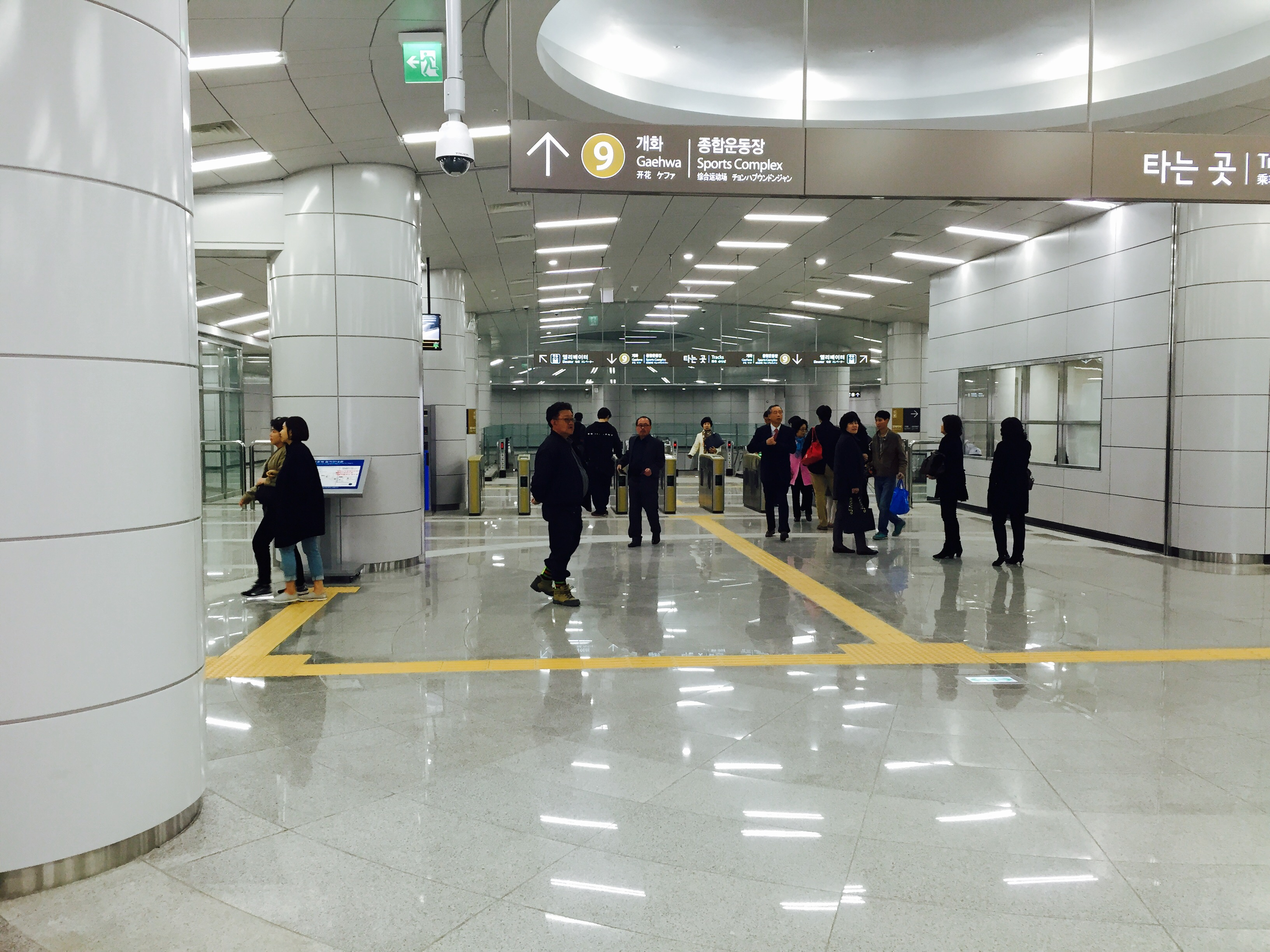
改札（2015年3月28日）
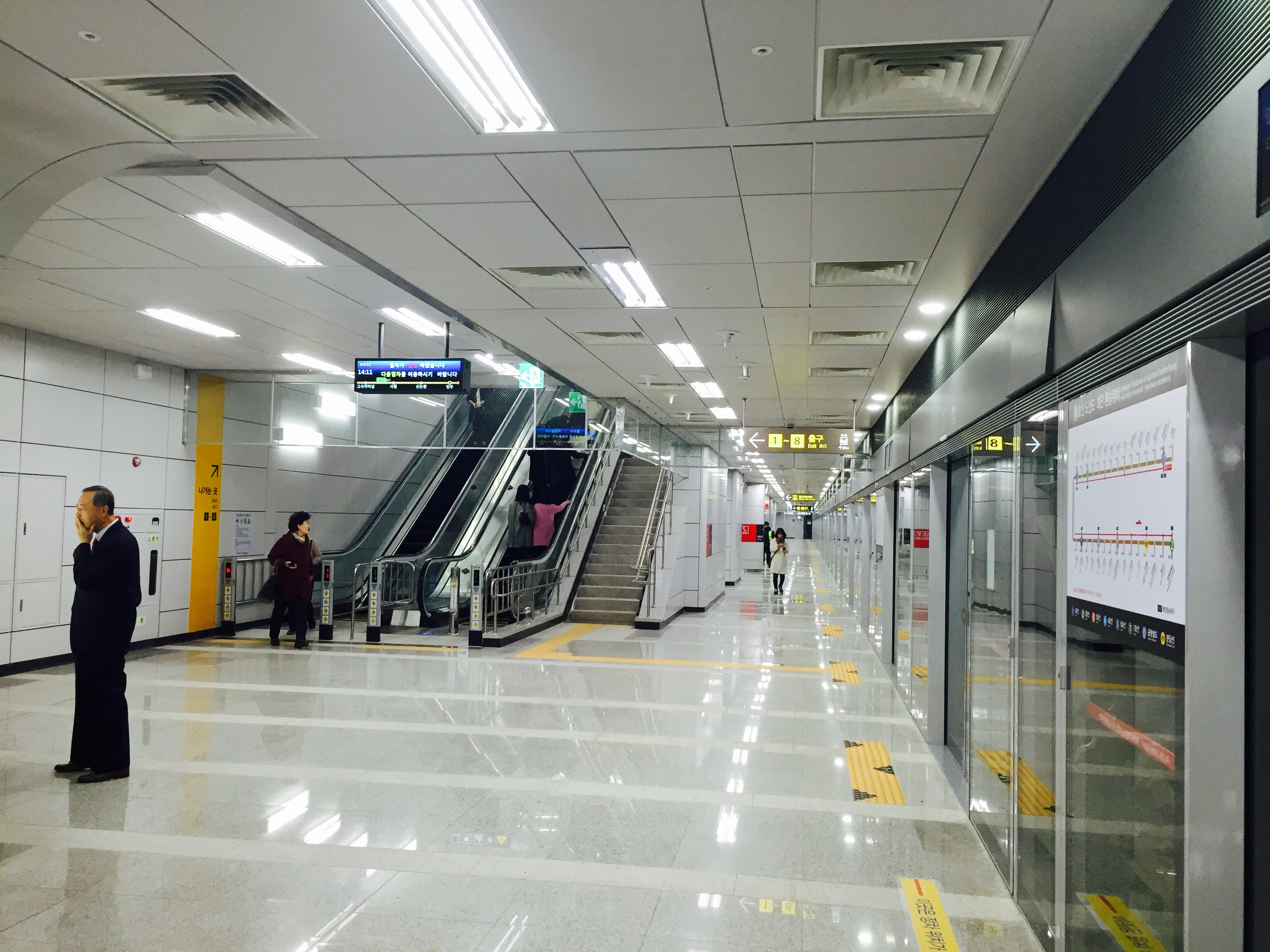
下り（総合運動場方面）ホーム（2015年3月28日）
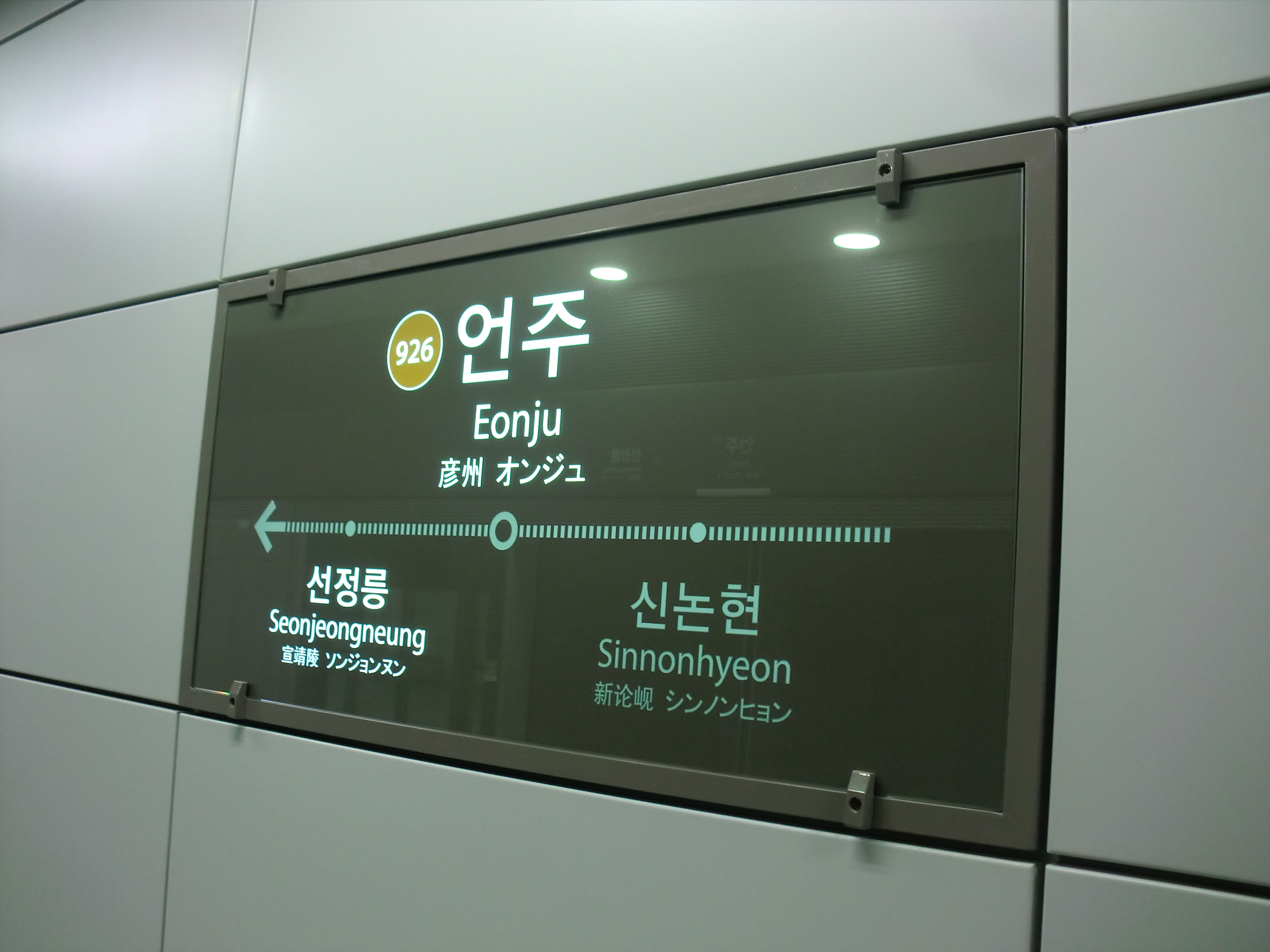
駅名標（2015年3月29日）

## 隣の駅
ソウル市メトロ9号線
●9号線
急行
通過
一般（各駅停車）
新論峴駅 (925) - 彦州駅 (926) - 宣靖陵駅 (927)